# Copa da Escócia de 1994–95
A Copa da Escócia de 1994-95 foi a 110º edição do torneio mais antigo do futebol da Escócia. O campeão foi o Celtic F.C., que conquistou seu 30º título na história da competição ao vencer a final contra o Airdrieonians F.C., pelo placar de 1 a 0.

## Premiação
| Copa da Escócia de 1994-95       |
| Escócia                          |
| -------------------------------- |
| Celtic F.C. Campeão (30º título) |